# Herpyllus
Herpyllus es un género de arañas araneomorfas de la familia Gnaphosidae. Se encuentra en América y Asia. 

## Lista de especies
Según The World Spider Catalog 12.0:
- Herpyllus australis (Holmberg, 1881)
- Herpyllus bensonae Fox, 1938
- Herpyllus brachet Platnick & Shadab, 1977
- Herpyllus bubulcus Chamberlin, 1922
- Herpyllus calcuttaensis Biswas, 1984
- Herpyllus coahuilanus Gertsch & Davis, 1940
- Herpyllus cockerelli (Banks, 1901)
- Herpyllus convallis Chamberlin, 1936
- Herpyllus coreanus Paik, 1992
- Herpyllus ecclesiasticus Hentz, 1832
- Herpyllus emertoni Bryant, 1935
- Herpyllus excelsus Fox, 1938
- Herpyllus fidelis (O. Pickard-Cambridge, 1898)
- Herpyllus frio Platnick & Shadab, 1977
- Herpyllus gertschi Platnick & Shadab, 1977
- Herpyllus giganteus Platnick & Shadab, 1977
- Herpyllus goaensis Tikader, 1982
- Herpyllus hesperolus Chamberlin, 1928
- Herpyllus iguala Platnick & Shadab, 1977
- Herpyllus lativulvus Denis, 1958
- Herpyllus malkini Platnick & Shadab, 1977
- Herpyllus paropanisadensis Denis, 1958
- Herpyllus perditus (Banks, 1898)
- Herpyllus perote Platnick & Shadab, 1977
- Herpyllus pictus (F. O. Pickard-Cambridge, 1899)
- Herpyllus propinquus (Keyserling, 1887)
- Herpyllus proximus Denis, 1958
- Herpyllus regnans Chamberlin, 1936
- Herpyllus reservatus Chamberlin, 1936
- Herpyllus scholasticus Chamberlin, 1922
- Herpyllus schwarzi (Banks, 1901)
- Herpyllus sherus Platnick & Shadab, 1977
- Herpyllus vicinus Denis, 1958